# ʯ
ʯ，是表示舌尖後圓唇元音的音標符號。
这个音標現在並不被官方的國際音標接受，取而代之的是音節性的圓唇化捲舌近音（即 /ɻ̩ʷ/）。